# Robert Bressy
Pour les articles homonymes, voir Bressy.
Robert Bressy, né le 5 septembre 1924 à Avignon et mort le 17 mai 2015 à Limeil-Brévannes, est un illustrateur, dessinateur français de bandes dessinées, notamment dans la presse quotidienne. La majeure partie de sa carrière se déroule dans l'agence Opera Mundi. Ses œuvres les plus connues sont Mique et Dr Claudette d'après Juliette Benzoni, ou encore Docteur Fu-Manchu, la seule de ses bandes dessinées à être publiée en albums, une adaptation des romans du britannique Sax Rohmer, et Noële aux quatre vents d'après Dominique Saint-Alban. Il réalise des illustrations dont les plus célèbres sont celles des Six Compagnons pour Hachette. 

## Biographie

### De la passion du dessin à l'ambition artistique.
Robert Bressy est né à Avignon le 5 septembre 1924. Il dit lui-même ne pas être issu d'un milieu artistique, si ce n'est que son père a joué de la flûte en amateur et qu'il avait « l'oreille parfaite ». Sa famille et lui partent vivre à Marseille où il fait ses études et passe un an et demi au Beaux-Arts. Puis ils quittent la ville et reviennent à Avignon où Bressy poursuit ses études dans l'école d'Art d'Avignon. Bressy a seize ans quand la guerre est déclarée, ce qui explique le retour de la famille dans la ville natale. La famille se trouve en zone libre et échappe relativement aux difficultés de la guerre, jusqu'à ce que Bressy passe le conseil de révision et soit déclaré apte au STO (Service du Travail Obligatoire) . Il décide donc de s'engager dans la résistance en février 1944 où il intègre un régiment. Il participe dans un premier temps aux combats sur le front Atlantique, puis part pour Strasbourg et l'Allemagne du Sud, participant à la mise en place de l'occupation de l'Allemagne. Dans l'armée de la Résistance, il avait le grade de sergent. Il est démobilisé en janvier 1946 et rentre chez lui à Avignon. Bressy dit avoir toujours été intéressé par le dessin. Il dessinait lors de son temps libre et s'est tourné vers des études d'art. Sa vocation reste présente après la guerre quand il refuse une carrière militaire pour tenter sa chance dans le milieu artistique. 

### Le dessin animé comme tremplin.
Bressy commence sa carrière en dessinant pour l'agence de presse Paris-Graphic, avec Le Capitaine Fracasse en 1948. Mais pour subvenir à ses besoins il se tourne vers le dessin animé alors que l'agence Gémeaux est à la recherche de dessinateurs. Les deux directeurs de l'agence fondée en 1936 sont Paul Grimault et André Sarut. Grimault est passionné par le dessin et le cinéma, Sarut est producteur.  Bressy travaille sur plusieurs courts métrages comme Le voleur de Paratonnerre ou Le Diable et la poupée. Il participe aussi au travail sur La Bergère et le Ramoneur (film d'animation sorti en 1953 et constituant la première version du film Le Roi et l'Oiseau sorti, lui, en 1980). Son travail chez Gémeaux reste mineur, il ne fait pas partie des dessinateurs principaux mais des intervallistes. À la suite d'un différend entre Sarut et Grimault, l'aventure s'arrête. Bressy a déjà commencé à s'intéresser aux dessins dans la presse quotidienne, via l'agence Paris-Graphic, avec certains de ses dessins publiés dans L'Humanité ou Ce Soir ainsi que dans des magazines comme EVE, Détective ou Samedi soir. Quand les studios Gémeaux ferment, Bressy a déjà un pied dans le dessin de presse. C'est réellement en 1952 que la carrière de Bressy débute, quand il entre dans l'agence Opera Mundi.

### Une carrière marquée par l'agence Opera Mundi.
C'est chez Opera Mundi que Bressy passe la plus grosse partie de sa carrière. La première série qu'il met au point est Mique qui apparaît dans Le Parisien Libéré de 1954 à 1956. C'est avec cette série que Bressy tisse une relation de confiance avec Paul Winkler, créateur et directeur d'Opera Mundi. Mique est un personnage qui tient à cœur à Winkler et auquel il accorde un intérêt particulier. Selon Bressy lui-même, les traits de Mique lui ont été inspirés par sa femme : « le meilleur modèle que l'on ait est le plus proche »»>. Après Mique, Bressy réalise deux séries importantes avec Opera Mundi.  Dr Claudette, une série de 2 649 bandes, qu'il réalise en deux temps : une première période dans 24 Heures entre 1955 et 1956. Dr Claudette est ensuite reprise par Jacques Blondeau et Francis Josse. Bressy reprend cette série dans l'Aurore entre 1966 et 1974. Entre-temps il fait évoluer le style du personnage pour coller au changement de l'époque. La deuxième série est Docteur Fu-Manchu adapté des romans de Sax Rohmer et qui fait 3 631 bandes. Bien qu'il n'ait pas de contrat d'exclusivité avec Opera Mundi, c'est pourtant au sein de l'agence qu'il réalise la majeure partie de sa carrière. Même les autres travaux qu'il réalise à cette époque ont un lien avec les Winkler que ce soit avec des adaptations de Disney dont Winkler est le représentant en France ou pour Confidences, revue féminine créée par Winkler et dirigée par l'épouse de celui-ci. Robert Bressy réalise également des illustrations pour des couvertures de romans de la Bibliothèque Verte et la Bibliothèque Rose chez Hachette comme celles des Six compagnons, série de romans de Paul-Jacques Bonzon, qui raconte les aventures de six garçons et de leur chien. Robert Bressy reçoit le Grand Prix du Dessin de Presse pour sa série Noële aux quatre vents adapté d'un roman de Dominique Saint-Alban et qui connaît également un feuilleton radio et un téléfilm. Dans les années 1970, Robert Bressy réalise de la science-fiction, avec Les Navigateurs de l'Infini.

### Robert Bressy: l'illustration d'un dessinateur de presse.
Si Robert Bressy réalise la plus grande partie de sa carrière chez Opera Mundi, il a refusé a Winkler l’exclusivité de son travail de façon officielle. Il n'est pas salarié pour l'agence comme c'est le cas pour beaucoup de dessinateurs. Cette absence de statut engendre une insécurité par le manque par exemple de sécurité sociale. Bressy s'engage dans le syndicalisme au sein du Syndicat de dessinateurs : « J'ai fait partie du syndicat de dessinateurs autour de Roland Garel avec réunion régulière. Plantu, Uderzo, Di Marco, Gotlib, Poïvet, Morchoisne, Gillon, Ribera, Dupuis, De la Fuente, et bien d'autres étaient là ». Leurs revendications sont d'être reconnu comme journaliste, d'obtenir un statut qui leur donne accès à une sécurité sociale et aux cotisations pour la retraite. Statut qu'ils obtiennent en 1974 avec la loi Cressard qui accorde le statut de journaliste à ceux payés à la pige comme les journalistes pigistes et les dessinateurs de presse. Tout au long de sa carrière Bressy affirme n'avoir touché de droit d'auteur que pour une infime partie de son travail. 

### Le déclin de la bande dessinée dans la presse: une fin pour Bressy?
Paul Winkler décède en 1982. Après sa mort, Opera Mundi devient AGE Presse. C'est à ce moment que la carrière de Robert Bressy change. Il travaille alors pour Chancerel avec des illustrations sportives ou encore des illustrations de publicités pour la marque Michelin. Il se concentre sur l'illustration en travaillant pour Claude Lambert-Laurent dans les années 1990, mais aussi pour Fleurus tout en continuant ses illustrations chez Hachette. De 1995 à 2004, Robert Bressy fait une pause dans sa carrière avant de revenir avec des albums thématiques pour les Éditions du Signe. En 2008 il réalise Phèdre la fille du Soleil avec le scénariste Serge Saint-Michel. Il réalise une dernière série sur l'Alsace dont il réalise trois volumes sur les douze que compte la série.
Il cesse ensuite sa carrière mais affirme : « Je continue tout de même à dessiner pour le plaisir, parce que je ne peux pas m'en passer ».
Robert Bressy décède le 17 mai 2015, à l'âge de 90 ans. 

## Un style aussi varié que ses productions: un auteur polyvalent?

### Un auteur principalement de presse quotidienne
Auteur de bandes dessinées destinées principalement pour la presse quotidienne, Robert Bressy a, dans sa carrière, dû mélanger les genres bien des fois. Il signe tellement de bandes pour l’agence de presse Opera Mundi qu’il arrive un moment où Robert Bressy décide de signer certaines de ses publications sous différents pseudonymes. Il prend le nom d’Yves Sayol, inspiré directement du nom de sa mère, Yvonne Sayol. Il a notamment signé sous ce nom pour les bandes de Docteur Claudette, Les Navigateurs de l’Infini, pour l’adaptation de roman comme celui de Robert Gaillard Les Conjurés de Managua.
Il lui arrive de signer aussi sous le nom de J. Laurent comme pour l’adaptation d’Yves Méral Le pacte du Silence.
Si Robert Bressy a autant produit c’est aussi dans un but essentiel : celui de vivre. Ne recevant que très peu de droits d’auteurs il est obligé d’accumuler les productions. Il raconte que lorsqu’en 1975 est sorti la réédition de la série du Docteur Fu Manchu aux éditions Hachette il n’était même pas au courant et n’a même pas pu réaliser la couverture de cet album. Le contexte est compliqué pour les auteurs des bandes dessinées car l’obtention d’un statut et de protection se fait très tard. 

### Ses inspirations
Son inspiration il la puise dans ses lectures de jeunesse. Tout d’abord avec les sunday pages de Hal Foster, auteur des séries à succès comme Prince Vaillant ou Tarzan, ou chez Alex Raymond, auteur du premier genre de la science-fiction et  créateur de Flash Gordon, des aventures d’espionnages de Agent Secret X-9 ou de Jungle Jim. Il s’est aussi inspiré des illustrations de Gustave Doré avec ses dessins extrêmement précis et fins. Il s’est aussi beaucoup intéressé aux publications produites dans Robinson.

### Un dessinateur réaliste aux univers différents: de la série sentimentale à la science-fiction
Au cours de sa carrière, il aborde de nombreux thèmes. Traitant principalement de séries réalistes, il s’attelle très souvent au genre de la série sentimentale. Son coup de crayon est souvent qualifié de précis et de réaliste en s’adaptant toujours à l’univers de la série qu’il traite.
Ainsi au fil du temps et des publications, Robert Bressy a affiné son style de départ et son trait est devenu précis et expressif. Ses bandes sont marquées par un réalisme de plus en plus assuré. Du Capitaine Fracasse publié en 1948 dans l’Humanité, à Noële aux quatre vents réalisé en 1970, en passant par la série dont il est le plus fier Les Navigateurs de l’infini qui est pour lui un genre nouveau, la science-fiction. En effet avant cette bande dessinée produite au milieu des années 1970, Robert Bressy s’attache surtout à des séries contemporaines comme Mique, histoire de la vie quotidienne d’une famille française dans les années 1950 qui est vite concurrencé par 13 rue de l’Espoir ou par la bande américaine Juliette de mon cœur. Ces bandes sont toutes des aventures sentimentales. On peut citer aussi l’exemple de Docteur Claudette qui, arrêté une première fois en 1956, est reprise dix ans plus tard avec une certaine modernité : son personnage féminin se fond à présent dans la mode des années 1960, elle est plus pétillante et son histoire a évolué. Il s’attaque aussi à des histoires réalistes mais plus historiques.
Les Navigateurs de l’infini sont donc un nouvel univers pour lui pour lequel il s’applique énormément comme il le souligne lui-même : « J’ai eu beaucoup de plaisir à le faire et on le sens dans mon dessin, je crois. Je me suis très appliqué, créer un monde m’amusait ».
Cette série est une adaptation du roman éponyme de Rosny Ainé publié en 1925 qui a demandé beaucoup de travail au dessinateur pour inventer en images de A à Z cet univers nouveau pour l’époque.
Son talent est d’ailleurs apprécié par Paul Winkler, directeur de l’Agence de presse Opera Mundi pour laquelle Bressy travailla une trentaine d’années. Paul Winkler admire ses dessins, se montre vraiment attentif à son travail car il recherche un dessinateur comme Bressy pour produire de nouvelles créations françaises. Il ne tarde pas à le charger en 1954 de sa première héroïne Mique directement inspirée de sa fiancée qui devient ensuite sa femme. De plus, Winkler apprécie Bressy par sa qualité et par le succès que rencontrent les bandes qu’il réalise et n’hésite pas à le solliciter pour de nombreux travaux. 
Robert Bressy n’hésite pas à se plonger dans les scénarios ou les ouvrages des auteurs qu’il adapte ensuite en bandes. Il procède ainsi afin de créer ses personnages qui sont imprégnés de l’histoire qui l’entoure. Dans une interview réalisée pour la revue HOP ! en décembre 2014, Bressy confie que lorsqu’on lui a remis le projet d’adapter le roman de Philippe Hériat, La famille Boussardel publié en 1944, l’auteur n’était pas partant car celui-ci avait peur de la transposition de son roman en bande dessinée. La famille Boussardel relate l’histoire d’une famille bourgeoise parisienne du XIXe siècle qui a permis à son auteur d’obtenir le Grand prix du roman de l’Académie française. C’est donc un challenge pour Bressy. Mais une fois que Philippe Hériat a vu les dessins de Bressy, qui s’était plongé dans le roman afin de retirer au mieux le caractère des personnages principaux et secondaires, l’écrivain a été conquis. Pour la première fois Robert Bressy a de réels retours de son travail.
Pour Noële aux quatre vents, série publiée pour la première fois dans L’Aurore en 1970, il se plonge également dans le roman de Dominique Saint Alban afin de sortir au mieux le caractère de l’héroïne. Il note qu’à la sortie du téléfilm du même nom, qui coïncidait avec la sortie de ses bandes, ses dessins ressemblaient aux acteurs choisis pour jouer les personnages de l’histoire. Il reçoit notamment le grand prix du dessin de presse pour cette série. 
Il ne réalisa jamais de série humoristique par manque de temps.
Robert Bressy est donc un auteur qui accorde une importance toute particulière au réalisme de son univers graphique. Vu le nombre de ces productions qui sont des adaptations de romans, il est habitué à  se plonger dans l’univers de l’écrivain pour pouvoir maîtriser son sujet par la suite. Pour sa série Fu-Manchu il accorde une grande qualité au niveau des ombrages. Cette série représente son plus grand investissement avec 3 630 bandes dessinées au total. 

## Œuvres
Auteur productif avec au total 16 000 bandes différentes à son actif, Robert Bressy est un dessinateur de son temps. En effet il publie principalement ses bandes pour les quotidiens à l’âge d’or du journal quotidien et de la presse dans les années 1950-1960. Ce nombre assez important correspond à un contexte favorable s’illustrant par « une civilisation des loisirs » notamment avec une population sortant de la Seconde Guerre mondiale accompagnée d’une politique de reconstruction et de création.
L’auteur s’est attaché à des productions très variées : des bandes horizontales avec bulles ou avec le texte sous les vignettes, des bandes verticales. Il a travaillé à des adaptations de romans comme Croc Blanc de Jack London et à des illustrations d’albums. L’essentiel de son travail a été de produire pour la presse quotidienne. Il est publié principalement par l’agence de presse Opera Mundi pour laquelle il travaille de 1952 à 1983.
Ainsi Robert Bressy fut largement diffusé à cette époque et était connu du public ; mais ses productions n’ayant pas été publiées en albums, cet auteur est inconnu du grand public au XXIe siècle.[réf. nécessaire]

### Publications chez Opera Mundi
Robert Bressy a donc publié l’essentiel de son œuvre via l’agence de presse Opera Mundi qui le diffusa dans des quotidiens tels que Paris Soir, Le Maine Libre, L’Aurore, L’Humanité, Le Parisien Libéré, L’Echo du centre… Il publie aussi des illustrations dans le magazine féminin Confidences créé par Paul Winkler ou dans Mickey. 
- Mique d'après Pierre Cobore, dans Le Parisien, de 1954 à 1956.
- Docteur Claudette d'après Juliette Benzoni, dans L'Aurore, de 1955 à 1956, puis de 1965 à 1974.
- Yves Méral, Le pacte du silence d'après, dans L'Aurore, 1961.
- Dr Fu-Manchu d'après Sax Rohmer, dans Le Parisien, de 1962 à 1973.
- La famille Boussardel d'après Philippe Hériat, dans L'Aurore, de 1968 à 1969.
- Noële aux quatre vents d'après Dominique Saint-Alban, dans L'Aurore, 1970
- Les Navigateurs de l’Infini d'après J.-H. Rosny aîné et Raymonde Borel-Rosny dans L'Humanité, de 1974 à 1976

### Publications chez Paris Graphic
Paris Graphic est la première agence de presse vers laquelle se tourne Robert Bressy alors qu’il travaille encore aux studios Gémeaux et est la première à publier son travail. 
- Le Capitaine Fracasse d'après Théophile Gautier, dans L'Humanité, 1948.
- Les Pardaillans d'après Michel Zévaco, dans Ce Soir, 1949.
- Les grandes égéries d'après Mancel Ribeyre, dans L'Union, de 1953 à 1955.

### Publications chez Hachette
Robert Bressy réalise en parallèle des illustrations et des couvertures pour Hachette avec les collections des Bibliothèques Verte et Rose. Il a ainsi réalisé de 1975 à 1994 les illustrations et les couvertures des Six Compagnons, du Clan des Sept, de Jarry J. Bash de 1980 à 1984 ou encore de Langelot à partir de 1979, dont l’auteur fut longtemps l'anonyme « Lieutenant X. » Cet auteur, Vladimir Volkoff, s’avère être un ancien agent secret[réf. nécessaire] vivant aux Etats Unis jusqu'en 1979, revenu en France à cette date.

### Publications diverses
Il a aussi collaboré avec la maison d’édition Chancerel qui dès 1972 voulait réaliser une série d’albums didactiques sur les domaines du sport et des loisirs, mélangeant illustrations et histoire. Il réalisa donc Histoire des jeux Olympiques de 1980 à 1988 ou Histoire de la coupe de Monde de 1930 à 1982. 
Il travailla sur de nombreuses bandes historiques comme Guillaume le Conquérant en 1973 dans la série des « Destins Hors-Série » publié dans Le Parisien.
À partir de 1980, il illustre les romans d’espionnage pour la jeunesse Langelot.
Récemment, de 2004 à 2014, il travailla pour des albums des éditions du Signe. 